# Koalitionsvertrag der 18. Wahlperiode des Bundestages
Der Koalitionsvertrag der 18. Legislaturperiode des Deutschen Bundestages zwischen der Christlich Demokratischen Union Deutschlands (CDU), der Christlich-Sozialen Union in Bayern (CSU) und der Sozialdemokratischen Partei Deutschlands (SPD), der nach der Bundestagswahl 2013 ausgehandelt (siehe Liste der Teilnehmer an den Koalitionsverhandlungen zwischen CDU/CSU und SPD 2013 für die beteiligten Personen) und am 27. November 2013 geschlossen wurde, trägt den Titel „Deutschlands Zukunft gestalten“.
Am 29. November stimmten der Parteivorstand der CSU und die Mitglieder der CSU-Landesgruppe einstimmig für den Koalitionsvertrag. Die CDU stimmte dem Vertrag am 9. Dezember auf einem kleinen Parteitag des Bundesausschusses zu. In der SPD stimmte die gesamte Parteibasis in einem Mitgliederentscheid über den Koalitionsvertrag ab; das Ergebnis des Entscheids wurde am 14. Dezember bekanntgegeben. Mit 75,96 Prozent stimmten die Mitglieder für ein Bündnis mit der Union. Die Zustimmung der zuständigen Parteigremien war Bedingung für das Inkrafttreten des 185 Seiten umfassenden Dokuments. Besonders innerhalb der SPD war der Koalitionsvertrag stark umstritten.

## Geschichte

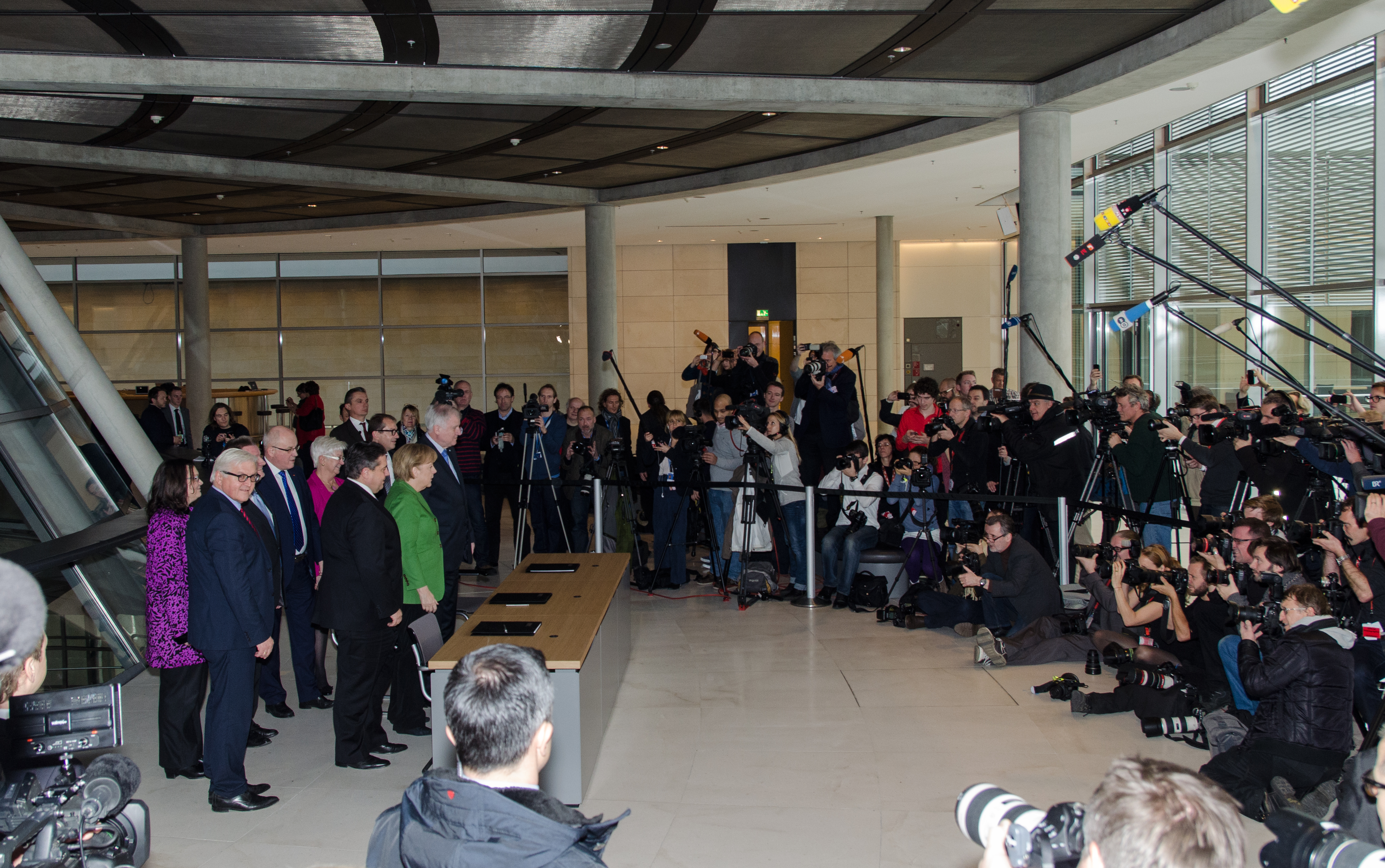
Die Parteivorsitzenden von CDU, SPD und CSU paraphieren am 27. November 2013 den Koalitionsvertrag.

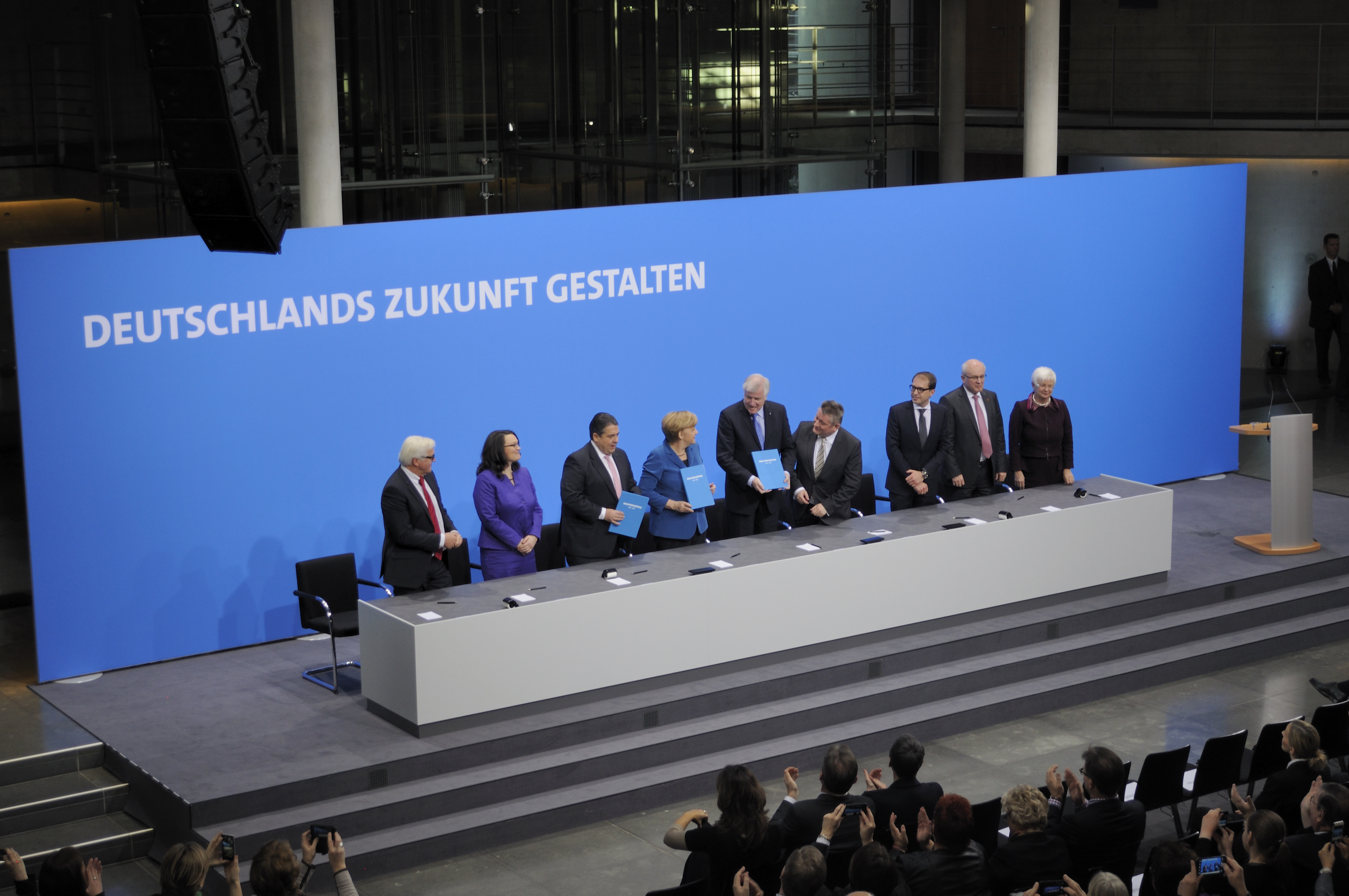
Unterzeichnung des Vertrages am 16. Dezember 2013.

Nach drei Sondierungsrunden begannen am 23. Oktober 2013, 31 Tage nach der Bundestagswahl, die Koalitionsverhandlungen zwischen den Unionsparteien und der SPD. Die Verhandlungen spielten sich hauptsächlich in zwölf Arbeitsgruppen und vier Untergruppen ab, letzte strittige Punkte wurden in einer 17-stündigen Sitzung der drei Parteichefs Angela Merkel (CDU), Horst Seehofer (CSU) und Sigmar Gabriel (SPD) in der Nacht vom 26. zum 27. November 2013 geklärt. Der Vertrag wurde am Mittag des 27. der Öffentlichkeit präsentiert. Am 16. Dezember wurde er von den drei Parteichefs, den drei Fraktionsvorsitzenden und den drei Generalsekretären vor den versammelten Fraktionen dieser Parteien im Paul-Löbe-Haus feierlich unterschrieben.

## Kerninhalte

### Arbeit
Arbeitsmarkteingliederung ArbeitssuchenderDie Bundesmittel für die Eingliederung von Arbeitssuchenden in den Arbeitsmarkt sollen um 1,4 Milliarden Euro angehoben werden.
Arbeitslosengeld für überwiegend kurzfristig BeschäftigteFür die soziale Absicherung von Kulturschaffenden soll es unter anderem eine von zwei auf drei Jahre verlängerte Rahmenfrist geben, innerhalb derer die Anwartschaftszeit für den Bezug von Arbeitslosengeld I erfüllt werden muss.
EntgelttransparenzgesetzUm die gleiche Bezahlung von Frauen und Männern durchzusetzen, sollen Arbeitnehmerinnen und Arbeitnehmer ab Betrieben mit 500 Beschäftigten einen Auskunftsanspruch erhalten, mit dem sie feststellen können, nach welchen Kriterien sie bezahlt werden.
Frauenquoten in UnternehmenBörsennotierte Unternehmen, die 2016 ihre Aufsichtsräte neu besetzen, sollen mindestens 30 Prozent Frauen in ihren Aufsichtsräten haben. Ab 2015 sollen die Unternehmen selbst Zielgrößen für die Erhöhung des Frauenanteils in Aufsichtsräten, oberster Management-Ebene und den Vorständen festlegen und öffentlich machen.
LeiharbeitLeiharbeit soll auf anderthalb Jahre begrenzt werden; nach spätestens neun Monaten soll ein Leiharbeiter den gleichen Lohn erhalten, wie ihn ein Stammarbeiter erhält. Ausnahmen sind unter bestimmten Bedingungen möglich.
ManagergehälterDie Hauptversammlungen von Aktiengesellschaften sollen künftig über die Vergütung von Vorständen entscheiden. Vorschläge dazu sollen die Aufsichtsräte machen.
Mindestlohn
Ein bundesweiter Mindestlohn in Höhe von 8,50 Euro pro Stunde soll 2015 eingeführt werden. Sogenannte „Tarifverträge repräsentativer Tarifpartner“ erlauben während einer zweijährigen Übergangszeit Ausnahmen. Auch Ausnahmen bestehen für geltende Tarifverträge, die spätestens Ende des Jahres 2016 die Höhe des dann geltenden Mindestlohns erreicht haben. Ab 1. Januar 2017 soll in jedem Falle der Mindestlohn gelten.
MinijobsGeringfügig Beschäftigte sollen besser über ihre Rechte aufgeklärt werden.
WerkverträgeVerstärkte Kontrollen und Stärkung der Informationsrechte der Betriebsräte sollen Missbrauch von Werkverträgen verhindern.
TeilzeitWer seine Arbeitszeit aus familiären Gründen befristet reduziert, soll Anspruch darauf haben, später zur vollen Arbeitszeit zurückzukehren.

### Digitales
De-MailDie De-Mail soll weiterentwickelt und sicherer gemacht werden.
EU-DatenschutzgrundverordnungDie EU-Datenschutz-Grundverordnung soll „zügig“ weiter verhandelt und verabschiedet werden.
IT-SicherheitsgesetzEin IT-Sicherheitsgesetz soll beschlossen werden, das Betreiber „kritischer Infrastrukturen“ verpflichtet „erhebliche IT-Sicherheitsvorfälle“ an die Behörden zu melden.
NetzausbauSpätestens im Jahr 2018 soll es bundesweit „eine flächendeckende Grundversorgung mit mindestens 50 MBit pro Sekunde geben“.
NetzneutralitätEin Gesetz zur Sicherstellung der Netzneutralität soll verabschiedet werden.
Quellen-TelekommunikationsüberwachungDie Vorschriften der Quellen-Telekommunikationsüberwachung sollen „präzisiert“ werden, so dass Staatstrojaner weiterhin eingesetzt werden dürfen.
Schutz von UrheberrechtenInternetnutzern soll es einfacher gemacht werden, legale von illegalen Inhalten zu unterscheiden. Diensteanbieter sollen „massenhaften Rechtsverletzungen“ vorbeugen. Beläuft sich ihr Geschäftsmodell primär auf die Verletzung von Urheberrechten, sollen sie nicht mehr vom Haftungsprivileg der Hostprovider profitieren. Die Wissenschaft soll urheberrechtlich Geschütztes leichter nutzen können.
Stiftung DatenschutzDie Stiftung Datenschutz soll in die Stiftung Warentest integriert werden. Offen bleibt, ob dies eine bloße Verwaltungszusammenarbeit, eine Zusammenlegung der beiden Stiftungen oder eine Auflösung der Stiftung Datenschutz meint.
VorratsdatenspeicherungDie „EU-Richtlinie über den Abruf und die Nutzung von Telekommunikationsverbindungsdaten“ soll umgesetzt werden. Der Abruf der Daten soll einer richterlichen Genehmigung bedürfen, soweit Leib und Leben nicht akut gefährdet sind. Außerdem soll das Abrufen der Daten nur bei schweren Straftaten erlaubt sein. Die Speicherung der Daten soll auf Servern in Deutschland erfolgen. Eine künftige Bundesregierung soll sich auf EU-Ebene für die Senkung der Speicherfrist von sechs auf drei Monate einsetzen.

### Energie
AtomausstiegAm Atomausstieg soll festgehalten werden. Im Jahr 2023 sollen keine Atomkraftwerke in Deutschland mehr am Netz sein. Rückbaukosten sollen von den Betreibern übernommen werden.
EnergieeffizienzEin nationaler Aktionsplan Energieeffizienz soll erarbeitet werden. Die benötigten Mittel sollen durch Umschichtung des Haushaltes verfügbar werden.
Erneuerbare-Energien-Gesetz und ÖkostromDas Erneuerbare-Energien-Gesetz (EEG) soll bis Ende April 2014 reformiert werden. Nicht betroffen sein sollen Altanlagen. Die Vergütung von an Land produziertem Windstrom soll gekürzt werden. Es soll geprüft werden, ob Ökostromproduzenten einen Grundlastanteil ihrer Maximaleinspeisung garantieren können müssen. Ein Ausbaukorridor für den Ökostrom soll gesetzlich festgelegt werden. 2025 sollen der Ökostromanteil bei 40 bis 45 Prozent, 2035 bei 55 bis 60 Prozent liegen.
FrackingDer Fracking-Einsatz zu „Aufsuchen und Gewinnung unkonventioneller Erdgaslagerstätten“ wird abgelehnt. Eine Genehmigung von Fracking-Einsätzen soll erst dann möglich sein, wenn mittels hinreichender Datengrundlagen ausgeschlossen werden kann, dass sich Fracking negativ auf Mensch, Natur und Umwelt auswirkt.
ReservekraftwerkeEin Kapazitätsmarkt für Reservekraftwerke soll eingerichtet werden. Er soll Betreiber von grundlastfähigen Kraftwerken fördern, deren Werke die Stromversorgung in Situationen übernehmen können, in denen erneuerbare Energien nur wenig elektrische Energie liefern.

### Gesundheit und Pflege
ArztterminePatienten soll bei einer Überweisung zu einem Facharzt nach spätestens vier Wochen ein Termin angeboten werden.
Bestechung im GesundheitswesenDas Strafgesetzbuch soll um den Straftatbestand „Bestechlichkeit und Bestechung im Gesundheitswesen“ erweitert werden.
Bezahlung von KrankenhäusernKrankenhäuser sollen stärker nach Qualitätsmerkmalen bezahlt werden. Zur dementsprechenden Bewertung der Krankenhäuser soll ein Institut geschaffen werden. Für eine Reform der Krankenhausfinanzierung soll eine Bund-Länder-Arbeitsgruppe bis Ende 2014 Eckpunkte vorlegen.
KrankenkassenbeiträgeDer Beitragssatz für Krankenkassenbeiträge soll auf 14,6 Prozent festgelegt werden, der Anteil für Arbeitgeber auf 7,3 Prozent. Von Kassen erhobene Zusatzbeiträge sollen einkommensabhängig sein und werden von den Krankenkassenmitgliedern alleine getragen.
PflegeDer Pflegebedürftigkeitsbegriff soll reformiert werden. Die Stellung Demenzkranker soll gestärkt werden. Bestehende Betreuungsleistungen sollen auf alle Pflegebedürftigen ausgebreitet und ausgebaut werden. 45.000 neue Kräfte sollen in stationären Einrichtungen eingestellt werden. Pflegeversicherungsbeiträge sollen bis spätestens 2015 um 0,3 Prozentpunkte steigen, wovon ein Drittel in einen Fonds zur Abfederung künftiger Beitragserhöhungen fließt.

### Kindererziehung, Gleichstellung homosexueller Menschen
Elterngeld plusEin „Elterngeld plus“ soll eingeführt werden, das Beziehern von Elterngeld erlaubt, bei Teilzeitarbeit länger Elterngeld zu beziehen. Für allein Erziehende oder zusammen Erziehende 28 Monate lang.
Gleichstellung homosexueller MenschenDie Gleichstellung homosexueller Menschen soll in allen Bereichen durchgesetzt werden. Eine gesetzliche Regelung zur Sukzessivadoption für eingetragene Lebenspartnerschaften soll beschlossen werden, nachdem das Bundesverfassungsgericht den Gesetzgeber in einem Urteil gerügt hat, die Sukzessivadoption eingetragenen Partnerschaften zu verwehren.
Ausbau von KindertagesstättenSechs Milliarden Euro Bundesmittel sollen die Länder beim Ausbau der Kindertagesstätten entlasten.
KinderbetreuungDie Qualität der Kinderbetreuung soll verbessert werden. Außerdem soll die Ganztagsbetreuung ausgebaut und ein drittes Investitionsprogramm zur Umsetzung des Rechtsanspruches auf einen Betreuungsplatz gestartet werden.
Sexueller MissbrauchDie Verjährungsfristen für sexuellen Missbrauch Schutzbefohlener sollen verlängert werden.

### Landwirtschaft
AgrardieselDie Steuervergünstigung für Agrardiesel bleibt erhalten.
NutztierhaltungEine „flächengebundene Nutztierhaltung“ soll angestrebt werden. "Einbrüche in Tierställe als Straftatbestand sollen effektiv geahnden werden" (siehe: Eindringen in Tierzuchtanlagen)

### Rente
MindestrenteVersicherte, die 35 Jahre lang, ab 2023 40 Jahre lang, in die Rentenversicherung eingezahlt haben, sollen spätestens ab 2017 eine Aufwertung erhalten, sodass sie mindestens 30 Entgeltpunkte erreichen, sofern sie nicht durch anderes verfügbares Einkommen auf diesen Wert kommen. 30 Entgeltpunkte entsprechen seit dem 1. Juli 2013 im Westen 844 Euro und im Osten 772 Euro. Dabei werden Beitragszeiten wegen Arbeitslosigkeit nur bis zu maximal 5 Jahren auf die Wartezeit von 35 bzw. 40 Jahren hinzugerechnet. Als Voraussetzung für eine Aufwertung soll eine zusätzliche Altersvorsorge nachzuweisen sein.
MütterrenteFrauen bzw. Männer, die Kinder erzogen haben, welche vor 1992 geboren wurden, sollen ab dem 1. Juli 2014 für die Kindererziehungszeit statt einem Entgeltpunkt zwei Entgeltpunkte erhalten, was bei der Erziehung in den alten Bundesländern seit 1. Juli 2013 zusätzlich 28,14 Euro, in den Neuen Ländern 25,74 Euro entspricht.
Renteneintritt mit 63Wer 45 Jahre Beitragszeiten vorweisen kann, kann nach Vollendung des 63. Lebensjahres abschlagsfrei eine Altersvollrente beanspruchen. Das rentenabschlagsfreie Eintrittsalter soll schrittweise auf die Vollendung des 65. Lebensjahres angehoben werden.
Erwerbsminderungsrenten steigernDie Berechnung der Zurechnungszeiten soll ab dem 1. Juli 2014 bis Vollendung des 62. Lebensjahres erfolgen, statt bisher bis zur Vollendung des 60. Lebensjahres. Dies soll auch bei der Berechnung der Renten wegen Todes umgesetzt werden.
Anpassung des Rentenniveaus Ost zu WestDer Koalitionsvertrag sieht vor, dass zum 1. Juli 2016 eine Überprüfung des Angleiches Ost/West erfolgen soll, auf Grundlage dessen eine Teilanpassung für notwendig erachtet wird.

### Sicherheitspolitik
Einsätze der BundeswehrEine Kommission soll prüfen, ob und wie der Einsatz der Bundeswehr in NATO- und EU-Strukturen mit dem Parlamentsvorbehalt vereinbar ist.
DrohnenVor dem Kauf von Drohnen sollen alle völker-, verfassungsrechtlichen, sicherheitspolitischen und ethischen Fragen geklärt werden. Die Europäische Union benötige „ein gemeinsames Regelwerk für […] [die] Zulassung und Teilnahme [von unbewaffneten Drohnen] am europäischen Luftverkehr“.
RüstungsexporteDie Unterrichtung des Bundestages durch die Bundesregierung über vom Bundessicherheitsrat genehmigte Rüstungsexporte soll künftig „unverzüglich“ erfolgen.

### Verbraucherschutz
DispositionskrediteNehmer von Dispositionskrediten sollen von ihren Kreditinstituten transparent aufgeklärt und über zinsgünstige Alternativen informiert werden.
Sachverständigenrat für VerbraucherfragenEin Sachverständigenrat für Verbraucherfragen soll geschaffen werden.

### Verkehr
BahnBoni für Vorstände der Deutsche Bahn AG sollen an Erreichen von Vorgaben wie Pünktlichkeit der Züge gekoppelt werden. Sämtliche Gewinne aus dem Bahnnetz sollen in die Infrastruktur zurückfließen.
ElektromobilitätAm bisherigen Ziel, bis 2020 eine Million Elektroautos auf deutschen Straßen zu haben, soll festgehalten werden. Die KfW soll zinsgünstige Kredite für umweltfreundliche Fahrzeuge anbieten.
FührerscheinFahranfänger sollen im Rahmen eines „Mehr-Phasen-Modells“ mit verpflichtenden Fahrsicherheitstrainings belegt werden.
Lkw-MautDie Maut für Lkw soll auf alle Bundesstraßen ausgeweitet und weiterentwickelt werden.
Pkw-MautAuf deutschen Autobahnen sollen Halter im Ausland registrierter Pkw in Form einer Vignette eine Maut entrichten (siehe auch Pkw-Maut in Deutschland). Fahrzeughalter deutscher Pkw sollen durch die Maut nicht belastet werden. Die Ausgestaltung der Maut soll dem EU-Recht konform sein. Die Maut soll im Laufe des Jahres 2014 beschlossen werden und in den Erhalt und Ausbau des Autobahnnetzes investiert werden.
VerkehrsinfrastrukturDer Verkehrsinfrastruktur in Hand des Bundes soll eine verlässliche Finanzierungsgrundlage geschaffen werden. Im Laufe der Legislaturperiode sollen die Bundesmittel für Verkehrsinfrastruktur substanziell erhöht werden. Fünf Milliarden Euro Bundesmittel sollen in jedem Falle in die Verkehrsinfrastruktur fließen.

### Wissenschaft und Bildung
DeutschlandstipendiumDas Deutschlandstipendium soll mit einer Zielmarke von zwei Prozent der Studenten fortgeführt werden.
Finanzierung des WissenschaftssystemsDie „Dynamik der Exzellenzinitiative, des Hochschulpakts und des Pakts für Forschung und Innovation“ soll erhalten bleiben.
Frauen in der WissenschaftDie „Festsetzung von Zielquoten [für Frauen auf allen Ebenen des Wissenschaftssystems] nach dem Kaskadenmodell“ soll „nachdrücklich“ eingefordert werden. Das Professorinnen-Programm soll fortgesetzt werden.
SchulbildungPolitische und kulturelle Bildung sowie die Vermittlung der MINT-Fächer sollen über meist schon bestehende Projekte und Initiativen gefördert werden. Lehrmaterial soll digital frei zugänglich gemacht werden.
StudentenJeder zweite Studienabsolvent soll studienbezogene Erfahrungen im Ausland sammeln. An deutschen Universitäten sollen künftig 350.000 Ausländer studieren.
WissenschaftszeitvertragsgesetzAus einer „Novellierung des Wissenschaftszeitvertragsgesetzes“ sollen längerfristige Arbeitsverträge für Wissenschaftler resultieren.

### Wohnungswesen
MietpreisbremseDen Ländern soll die Möglichkeit bereitet werden, für fünf Jahre lang den Mietpreis in Gebieten mit angespannten Wohnungsmärkten zu limitieren. Neue Mieten dürfen dann maximal zehn Prozent über den lokalen Vergleichsmieten liegen.
MaklergebührenBei Vermietungen soll das sogenannte Bestellerprinzip eingeführt werden. Wenn der Vermieter einen Makler heranzieht, muss er – und nicht wie bisher der Mieter – die Kosten dafür auch selbst tragen. Diese Neuregelung soll aber nur für die Vermietung und nicht für den Kauf von Immobilien gelten. Hierbei soll es voraussichtlich nämlich keine Änderungen geben.

### Sonstiges
BankenunionAls letzte Maßnahme und unter strengen Bedingungen sollen Banken künftig direkt aus dem Europäischen Stabilitätsmechanismus (ESM) mit neuem Kapital ausgestattet werden.
Doppelte StaatsbürgerschaftDie bisher in Deutschland geltende Pflicht, sich als in Deutschland geborener Inhaber der deutschen Staatsangehörigkeit und der Staatsangehörigkeit eines anderen Staates – sofern beide Elternteile eine ausländische Staatsangehörigkeit haben – mit Erreichen des 23. Lebensjahres für eine der zwei Staatsbürgerschaften zu entscheiden (siehe auch Optionspflicht), soll abgeschafft werden.
Doping„Weitergehende strafrechtliche Regelungen beim Kampf gegen Doping und Spielmanipulation“ sollen geschaffen werden.
Gedenktag Flucht und VertreibungEin Tag zum Gedenken an Flucht und Vertreibung soll ausgerufen werden.
StädtebauDer Bund soll 600 Millionen Euro zusätzlich in den Städtebau stecken.
ZwangsprostitutionEs soll eine Möglichkeit gefunden werden, Verantwortliche von Menschenhandel und Zwangsprostitution auch zu bestrafen, wenn das Opfer eine Aussage verweigert. Außerdem sollen die Aufenthaltsrechte der Opfer verbessert werden. Die Bundesregierung soll gegen Freier, die Zwangsprostitution bewusst ausnutzen, Maßnahmen ergreifen.
Kooperation der Fraktionen„Im Bundestag und in allen von ihm beschickten Gremien stimmen die Koalitionsfraktionen einheitlich ab. Das gilt auch für Fragen, die nicht Gegenstand der vereinbarten Politik sind. Wechselnde Mehrheiten sind ausgeschlossen.“

## Kritik

### Interventionismus
Verschiedene Medien kritisierten die beschlossenen Mehrausgaben von mindestens 23 Milliarden Euro, während man das Ziel der Tilgung von Staatsschulden aufgegeben hätte. Der Koalitionsvertrag sei in wesentlichen Punkten sehr vage gehalten, dort, wo konkrete Aussagen getroffen wurden, seien ausschließlich Ausgabenerhöhungen vorgesehen: „Nie in den letzten Jahren ist in Berlin dem Geldausgeben und staatlicher Intervention von einer eben gewählten Regierung so hemmungslos, ja freudig das Wort geredet worden“. Deutschland riskiere auf europäischer Ebene seine Glaubwürdigkeit beim Eintreten für Budgetsanierung durch Einsparungen. Das Magazin Focus kritisierte „planwirtschaftliche“ Tendenzen; von der Energieumlage über den Mindestlohn bis hin zur Mietpreisbremse würden Eingriffe in die Marktwirtschaft vorgenommen, die nicht zu rechtfertigen seien und schwere volkswirtschaftliche Schäden verursachen könnten.

### Abdrosseln der Energiewende
Umweltverbände und der Bundesverband Erneuerbare Energie kritisierten, dass der Koalitionsvertrag die Energiewende drosselt statt beschleunigt. So seien etwa Ausbaukorridore statt Mindestziele für erneuerbare Energien vorgesehen; dies deckelt faktisch den Zubau erneuerbarer Energien. Die Bedingungen für Erneuerbare Energien werden nicht verbessert, sondern tendenziell eher verschlechtert. Eine Industriepolitik für die Solarbranche fehlt. Die Förderung von Biogas soll auf
Reststoffe konzentriert werden anstatt die Ökologisierung des Landbaus voranzutreiben. Geothermie wird nicht erwähnt. Die Einspeisevergütungen für Windstrom sollen auf „gute“ Standorte oberhalb von Referenzstandards beschränkt werden und Genehmigungen für Windkraftwerke sollen erschwert werden (Mindestabstand von 2000 Metern zu Wohnsiedlungen). Für die Bereiche Mobilität, Effizienz und Wärme wurden kaum konkrete Maßnahmen vereinbart. Die zahlreichen Ausnahmetatbestände für Unternehmen bei der EEG-Umlage sollen lediglich "überprüft" werden. Der EU-Emissionshandel soll nicht reformiert werden, obwohl er erhebliche Konstruktionsfehler  aufweist und daher derzeit kaum Wirkung entfaltet. Deutschland werde vom "Vorreiter" zum  "Mitläufer".

### „Mütterrente“
Kindererziehungszeiten für Kinder, die vor dem 1. Januar 1992 geboren sind, sollen aus Rentenversicherungsbeiträgen finanziert werden. Das wäre ein Bruch mit dem bisherigen Grundsatz, nach dem der Bund die entsprechenden Beiträge aus Steuermitteln einzahlt. Er zahlt aktuell dafür eine jährlich fortgeschriebene pauschale Summe an die allgemeine Rentenversicherung (§ 177 SGB VI). Im ZDFcheck äußerten sich alle befragten Experten ablehnend über dieses im Wahlkampf 2013 von der CDU angekündigte Vorhaben. Auch in anderen Medien wird dies nun kritisch thematisiert. Die Stiftung für die Rechte zukünftiger Generationen kritisierte: "Die Mütterrente bindet umfangreiche Finanzmittel, die an anderer Stelle dringend gebraucht werden. Junge Familien müssen während der Kindererziehung unterstützt werden, anstelle den Müttern erst nachträglich im Alter eine leicht höhere Rente zu gewähren. Hier sind die
Prioritäten falsch gesetzt."

### Generationengerechtigkeit
Zahlreiche Jugendvertreter bemängelten, der Koalitionsvertrag belaste die junge Generation einseitig, so u. a. die Stiftung für die Rechte zukünftiger Generationen, junge CDU-Politiker, und der BDKJ. In einer Kurzanalyse heißt es: "Die Rentenpolitik der Großen Koalition belastet die junge Generation, ist auf Dauer nicht finanzierbar und passt nicht in die demografische Realität. Sie ignoriert Reformbedarf, etwa bei der Riesterrente, und betreibt teure Klientelpolitik. Im Kampf gegen die wachsende Altersarmut bleibt sie halbherzig."

### Kirchenprivilegien
Von religions- bzw. kirchenkritischer Seite kam nach Unterzeichnung des Koalitionsvertrags Kritik am Umgang mit den beiden großen christlichen Kirchen.
Der Humanistische Pressedienst bemängelte unter anderem diese Aussage: „Das bewährte Staatskirchenrecht in unserem Land ist eine geeignete Grundlage für eine partnerschaftliche Zusammenarbeit mit den Religionsgemeinschaften.“, hiermit, so der hpd, werden längst überfällige Reformen betreffend Kirchensteuer etc. übergangen.
Auch die Worte „Zum Gedenken an den weit über die Grenzen Deutschlands und Europas hinaus bedeutenden 500. Jahrestag der Reformation 2017 wird auch der Bund einen angemessenen Beitrag leisten. Dankbar stellen wir das Erstarken des jüdischen Lebens in unserem Land fest. Wir unterstützen die jüdischen Gemeinden und die jüdische Wohlfahrtspflege, zum Beispiel bei der Integration von Zuwanderern und dem Auf- und Ausbau von Bildungs- und Kultureinrichtungen.“ wurden bemängelt, da innerhalb zweier Sätze versucht wurde, den Antisemiten Martin Luther in Einklang mit dem Zuzug von Juden nach Deutschland zu bringen.

### Mindestlohn
Ein Inflationsausgleich ist im Vertrag nicht vorgesehen. Erhöhung bei steigender Produktivität ebenfalls nicht. Im Jahr 2017 hätten 8,50 Euro bei 2 % Inflation noch die Kaufkraft von etwa 7,85 Euro aus dem Jahr 2013. Ergänzt man die Annahme einer jährlichen Produktivitätssteigerung von 0,5 Prozent, müsste im Jahr 2017 der Mindestlohn bei 9,40 Euro liegen, um einem Mindestlohn für das Jahr 2013 zu entsprechen, so Marlies Uken in Zeit Online.

## SPD-Mitgliedervotum
Das Mitgliedervotum war teilweise umstritten. Kritisiert wurde, unter anderem von Bundestagspräsident Norbert Lammert (CDU), dass die SPD-Mitglieder über die zukünftige Koalition entscheiden und damit den Wählerwillen untergraben und entwerten würden. Die SPD-Spitze und andere Befürworter des Votums entgegneten, das Votum sei Teil innerparteilicher Demokratie, außerdem entscheide bei der Union ein noch kleinerer Personenkreis über die Koalition. Der Staatsrechtler Christoph Degenhart sieht in dem Mitgliedervotum einen Eingriff in das freie Mandat der Abgeordneten, da so die Mitglieder der Partei darüber entschieden, wie die Fraktion abstimmen solle. Die 2. Kammer des Zweiten Senats des Bundesverfassungsgerichts beschloss am 6. Dezember 2013 einen Eilantrag einer Privatperson gegen das Mitgliedervotum abzulehnen, da sie das Zustandekommen innerparteilicher Positionen nicht für staatliches Handeln hielt und das freie Mandat der Bundestagsabgeordneten durch das Votum nicht gefährdet sah.

## Koalitionsausschuss
Dem Koalitionsausschuss gehörten bei dieser neuerlichen großen Koalition folgende Mitglieder an:
- die Parteivorsitzenden (jeweils mit Regierungsamt):
  - Angela Merkel (CDU), Bundeskanzlerin
  - Sigmar Gabriel (SPD), Bundesminister
  - Horst Seehofer (CSU), Ministerpräsident

- die „Fraktionsspitzen“
  - Volker Kauder (CDU)
  - Thomas Oppermann (SPD)
  - Gerda Hasselfeldt (CSU)

- und die Partei-Generalsekretäre
  - Peter Tauber (CDU)
  - Katarina Barley (SPD)
  - Andreas Scheuer (CSU)[52]